# Заречье (Терновский район)
Заречье — поселок в Терновском районе Воронежской области России.
Входит в состав Костино-Отдельского сельского поселения.

## География
С севера и на западе селения протекает река Савала.

## Население
| 2010 |
| ---- |
| 167  |

## Инфраструктура
В поселке существовал колхоз «Зареченский», ликвидированный в декабре 2006 года.